# Marie Touchet

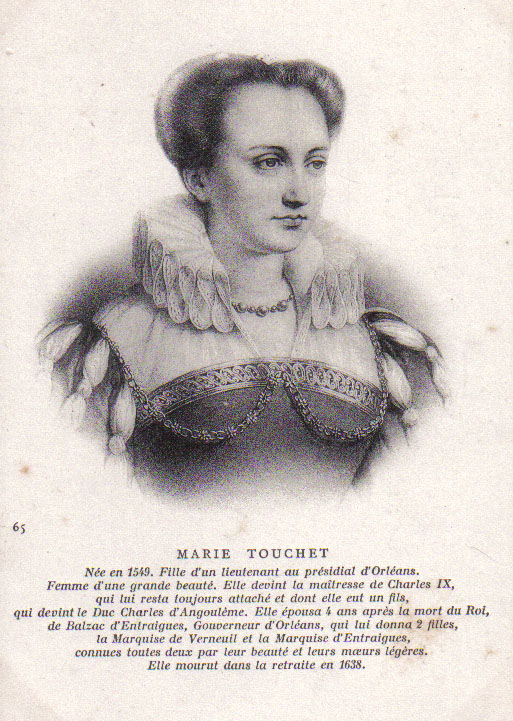
Marie Touchet

Marie Touchet (Orleans, 1549 - París, 28 de març de 1638) fou una cortesana francesa, amant de Carles IX de França.

Era filla de Jean Touchet, senyor de Beauvais i de Quillard, i quasi tots els biògrafs estan d'acord en concedir-li més encant pel seu caràcter que per la seva bellesa, malgrat no mancar-li aquesta, a jutjar pels retrats de l'època. Carles IX la conegué al seu pas per Orleans el 1566, i a partir de llavors exercí gran influència en aquest rei, fins al punt que es conta que quan veié el retrat de la promesa del rei, Elisabet d'Àustria, digué:
| « | No hem fa gens de por l'alemanya. | » |

Malgrat tot no s'aprofità d'aquest ascendent per enriquir-se ni per a influir en política.
De Carles IX tingué dos fills, un que morí en la infància i un altre Carles de Valois que fou el comte de l'Alvèrnia, duc d'Angulema. El 1578 casà amb François de Balzac d'Entrages, al que li'n donà dues filles, que procurà educar austerament, però en va, doncs una Caterina de Balzac d'Entrages, fou l'amant d'Enric IV, malgrat l'oposició de la seva mare, i l'altra fou Marie de Bassompierre.